# Yoshifumi Kondō
Yoshifumi Kondō (japanska: 近藤 喜文 Kondō Yoshifumi?), född 31 mars 1950 i Gosen, (Niigata prefektur), död 21 januari 1998 i Tachikawa, Tokyo, var en japansk animatör. Han debuterade som animatör 1968 och arbetade de sista elva åren för Studio Ghibli. Han regisserade Studio Ghibli-filmen Om du lyssnar noga och var vid sin bortgång i aortaaneurysm en av studions viktigaste medarbetare.

## Biografi
Kondō föddes 1950 i Gosen, en mindre stad sydost om prefekturhuvudstaden Niigata på nordvästra delen av Honshu. April 1965 inledde han sina studier vid Muramatsu-gymnasiet inne i Niigata. Där blev han medlem av skolans konstklubb, och hans senpai var den framtida mangatecknaren Kimio Yanagisawa.
Efter gymnasiexamen flyttade han april 1968 till Tokyo, där han kom in på animationsprogrammet på Tokyo Design College. Ett halvår senare, 1 oktober 1968, började han arbeta för animationsstudion A Production (före detta Shin'ei Dōga) och deltog därefter i produktioner som Kyojin no hoshi (Star of the Giants på engelska) och Lupin III.
Kondō Yoshifumi bytte 1978 (20 juni) arbetsgivare och gick över till Nippon Animation. Han arbetade under de kommande två åren på TV-serierna Mirai shōnen Conan och Anne på Grönkulla. Dessa regisserades av Hayao Miyazaki respektive Isao Takahata, och Kondō fick därmed god inblick i arbetssättet hos dessa regissörer ett antal år före grundandet av Studio Ghibli. 1978 deltog han också som medförfattare av en lärobok för unga animatörer betitlad Animēshon no hon (アニメーションの本 "Animationsboken").
1980 (16 december) flyttade Kondō vidare till Telecom Animation, där han blev figurdesigner på Sherlock Hund. 1985 (16 mars) tvangs han avsäga sig sin position på Telecom, efter att ha drabbats av en form av lunginflammation (自然気胸 shizen kikyō), och låg inlagd på sjukhus från juni till augusti.
Januari 1986 påbörjade han arbete som frilansande animatör för Nippon Animation, innan han ett år senare (januari 1987) flyttade in hos Studio Ghibli. Där kom han stanna under resten av sin karriär. Hos Ghibli fortsatte han som nyckelanimatör och från och till som animationschef och liknande. På Eldflugornas grav var han ansvarig för både bildmanus och figurdesign samt arbetade som animationschef. Denna senare roll hade han redan på Anne på Grönkulla och Sherlock Hund, och han kom att återkomma i rollen på både Kikis expressbud, Minnesdroppar och Prinsessan Mononoke.
På övriga Ghibli-produktioner under 1990-talet arbetade Kondō som nyckelanimatör – undantaget 1995 års Om du lyssnar noga. Denna var hans debut som i regissörsstolen, och studion hade långt gångna planer att ge honom ett antal fler regissörsuppdrag. Av de planerna blev det dock inget, då han oväntat avled i en aortadissektion 21 januari 1998 på Tachikawasjukhuset i Tokyo. Yoshifumi Kondō blev 47 år gammal.
Kondōs död sas[källa behövs] ha orsakats av hög arbetsbelastning och var en av orsakerna till Hayao Miyazakis första offentliggörande om sin pensionering under 1998. Miyazaki kom efter Kondōs död tillbaka från sin förtidspensionering, men Kondōs död inverkade[källa behövs] på Miyazakis övergång till ett lugnare arbetstempo.

## Filmografi
Kondōs produktioner, där han deltagit i olika roller, listas här kronologiskt. Årtalen och datumen är för första visningsdatum, om ej annat nämns.

### 1960- och 70-talen
- 1968–1971 – Kyojin no hoshi (engelska: Star of the Giants) (visning: 30 mars 1968–18 september 1971; intervallanimatör, nyckelanimatör)
- 1971–1972 – Lupin III (24 oktober 1971–26 mars 1972) (nyckelanimatör till inledningen, nyckelanimatör)
- 1972–1974 – Dokonjō gaeru (7 oktober 1972–28 september 1974; nyckelanimatör, animationschef)
- 1972 – Panda, panda! (japanska: パンダ・コパンダ Panda kopanda?) (7 december 1972; nyckelanimatör)
- 1973 – Panda-kopanda: amefuri circus no maki (japanska: パンダ・コパンダ 雨降りサーカスの巻?) (17 mars 1973; nyckelanimatör)
- 1974–1976 – Hajime ningen gyātoruzu (5 oktober 1974–27 mars 1976; nyckelanimatör)
- 1975 – Ganba no bōken (7 april 1975–29 september 1975; nyckelanimatör)
- 1975–1977 – Ganso tensai bakabon (6 september 1975–26 september 1977; nyckelanimatör)
- 1976–1979 – Manga sekai mukashi banashi (7 oktober 1976–28 mars 1979; produktion, figurdesigner, nyckelanimatör, bakgrundstecknare)
- 1977 – Sōgen no ko Tenguri (1977; nyckelanimatör)
- 1977–1978 – Ore ha teppai (2 september 1977–27 mars 1978; kontinuitet, nyckelanimatör)
- 1978 – Mirai shōnen Conan (4 april 1978–31 oktober 1978; nyckelanimatör)
- 1979 – Anne på Grönkulla (7 januari 1929/30 december 1979; nyckelanimatör, animationschef, figurdesigner)

### 1980-talet
- 1980 – Tom Sawyers äventyr (6 januari–30 december 1980; nyckelanimatör, animationschef)
- 1981 – Sugata Sanshirō (8 juni 1981; nyckelanimatör)
- 1982–1984 – Little Nemo (arbetade på projektet 1982–1984, premiär först 1989; bildmanustecknare, regissör för pilotfilmen, övergripande regissör, förproduktion)
- 1984–1985 – Sherlock Hund (6 november 1984–20 maj 1985; animationschef, figurdesigner)
- 1985 – Burinkinzu (1985; figurdesigner)
- 1985 – Wazurusu (1985; animationschef, nyckelanimatör)
- 1986 – Ai shōjo Pollyanna monogatari (5 januari–28 december 1986; nyckelanimatör)
- 1987 – Ai no wakakusa monogatari (1 januari–27 december 1987; figurdesigner, nyckelanimatör)
- 1988 – Elflugornas grav (6 april 1988; bildmanustecknare, figurdesigner, animationschef)
- 1989 – Kikis expressbud (9 juli 1989; koncepttecknare, animationschef)

### 1990-talet
- 1991 – Omohide poro-poro (20 juli 1991; animationschef, figurdesigner)
- 1992 – Porco Rosso (18 juli 1992; nyckelanimatör)
- 1992 – Sorairo no tane (1992; produktion, nyckelanimatör)
- 1993 – Jag kan höra havet (25 december 1993; nyckelanimatör)
- 1994 – Pompoko (6 juli 1994; nyckelanimatör)
- 1995 – Om du lyssnar noga (5 juli 1995; regissör)
- 1997 – Prinsessan Mononoke (12 juli 1997; animationschef)

Källa: 

## Oavslutat projekt
Uppgifter finns att Kondō kunde varit inblandad i en förstudie till att låta animera den belgiska tecknade serien Yoko Tsuno (av Roger Leloup). I den japanska animationstidskriften Animages nummer 4/1998, ett specialnummer om den då nyligen bortgångne Kondō, fanns figurskisser av Yoko Tsuno signerade Yoshifumi Kondō. Möjligen var dessa tecknade under åren 1978–80 eller 1986–87.